# قضاء بعبدا
بعبدا هو أحد أقضية محافظة جبل لبنان الستة، تشكل طريق بيروت دمشق الدولية حدوده الجنوبية، ومجرى نهر بيروت حدوده الشمالية، ويمتد من شواطئ البحر الأبيض في الغرب صعودا نحو قمم جبل الكنيسة على ارتفاع 1800 متر في الشرق، لتبلغ مساحته 194 كيلومترا مربعا. يحده من الشمال قضاء المتن والعاصمة بيروت ومن الشرق قضاء زحلة ومن الجنوب قضاء عاليه ومركزه مدينة بعبدا، المقر الرسمي لرئاسة البلاد حيث يقع القصر الجمهوري.